# Kloster Katholiko

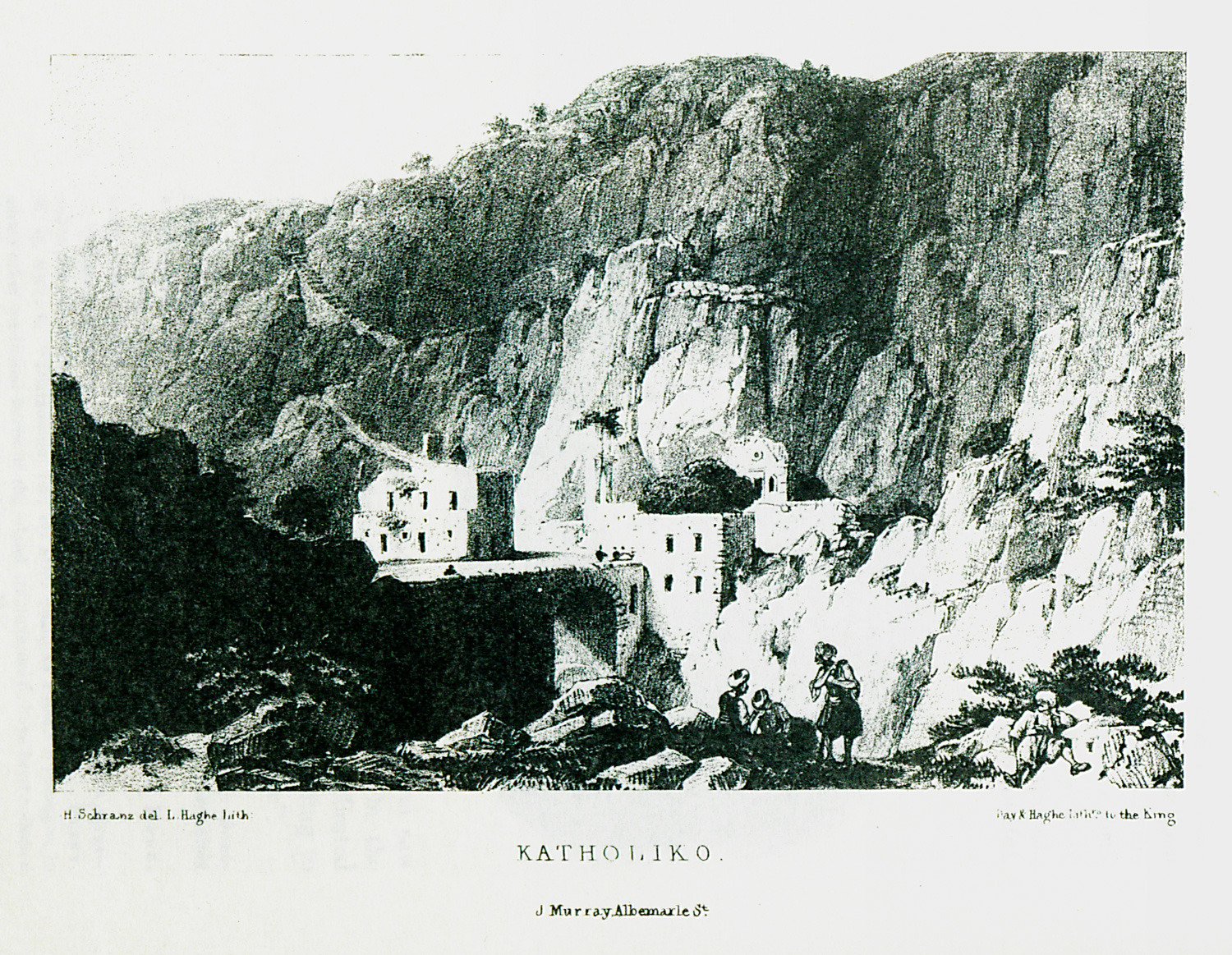
Katholiko nach einer Illustration von Robert Pashley (1837)

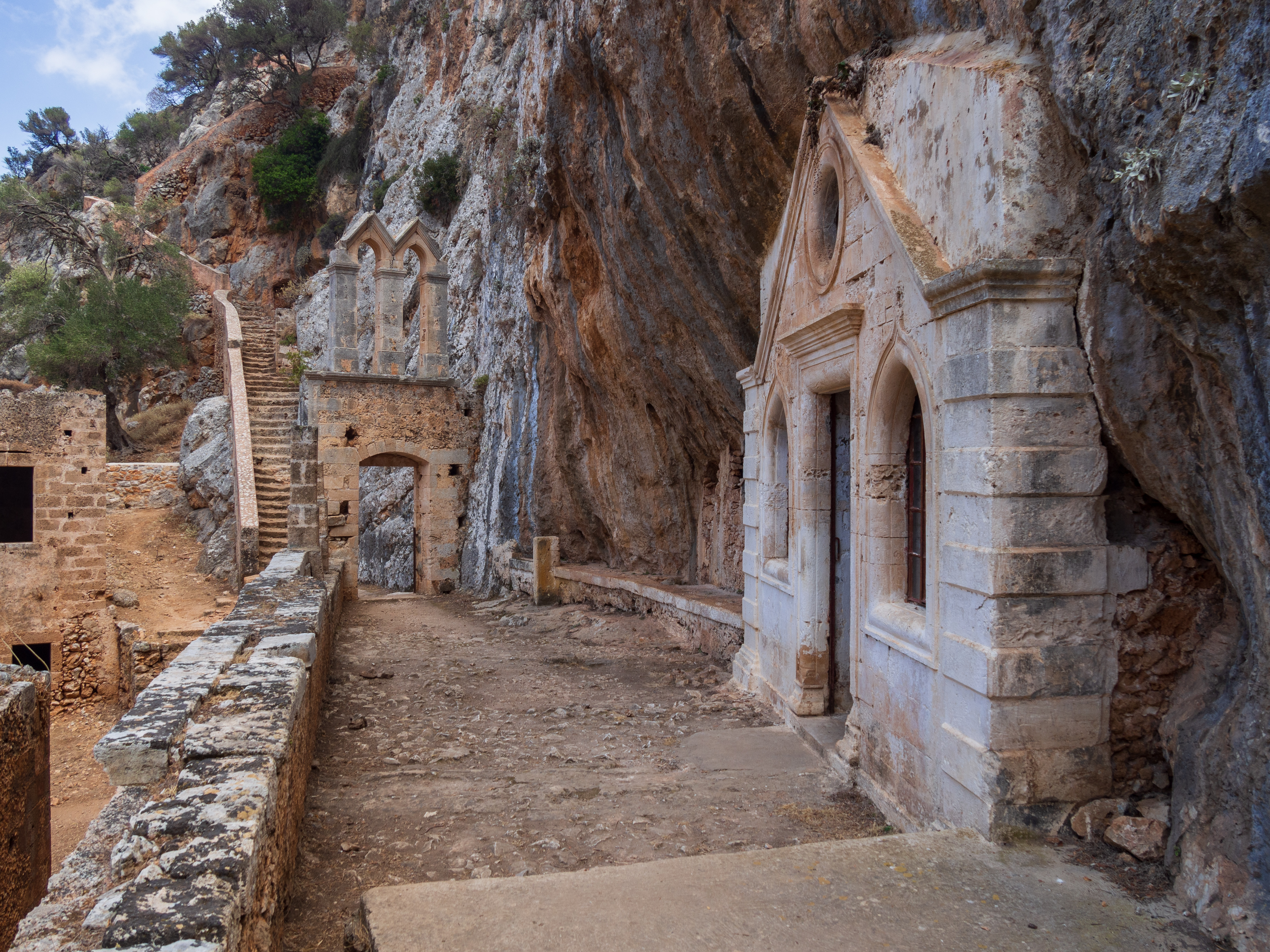
Klosterkirche Katholiko

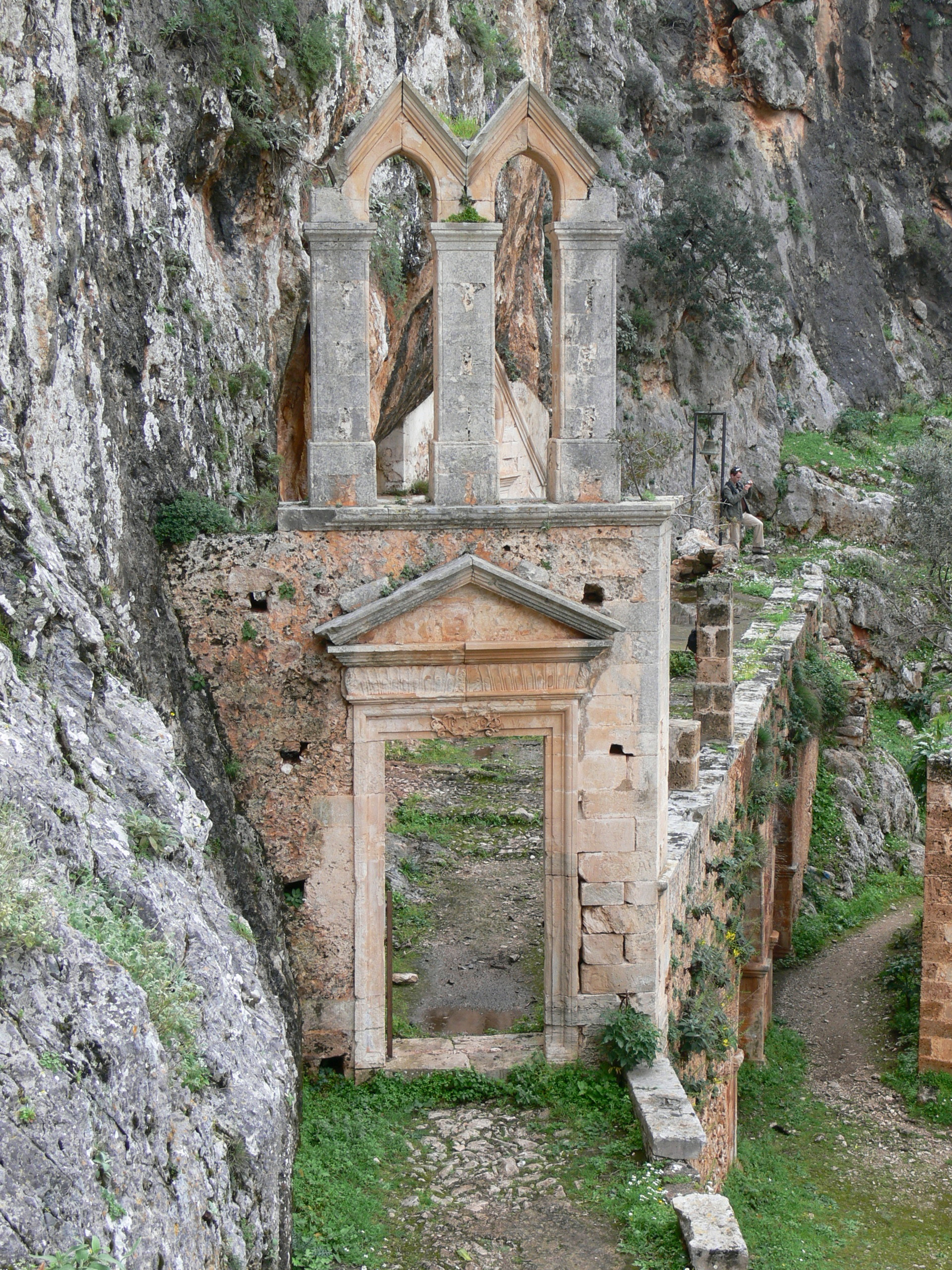
Eingangsportal

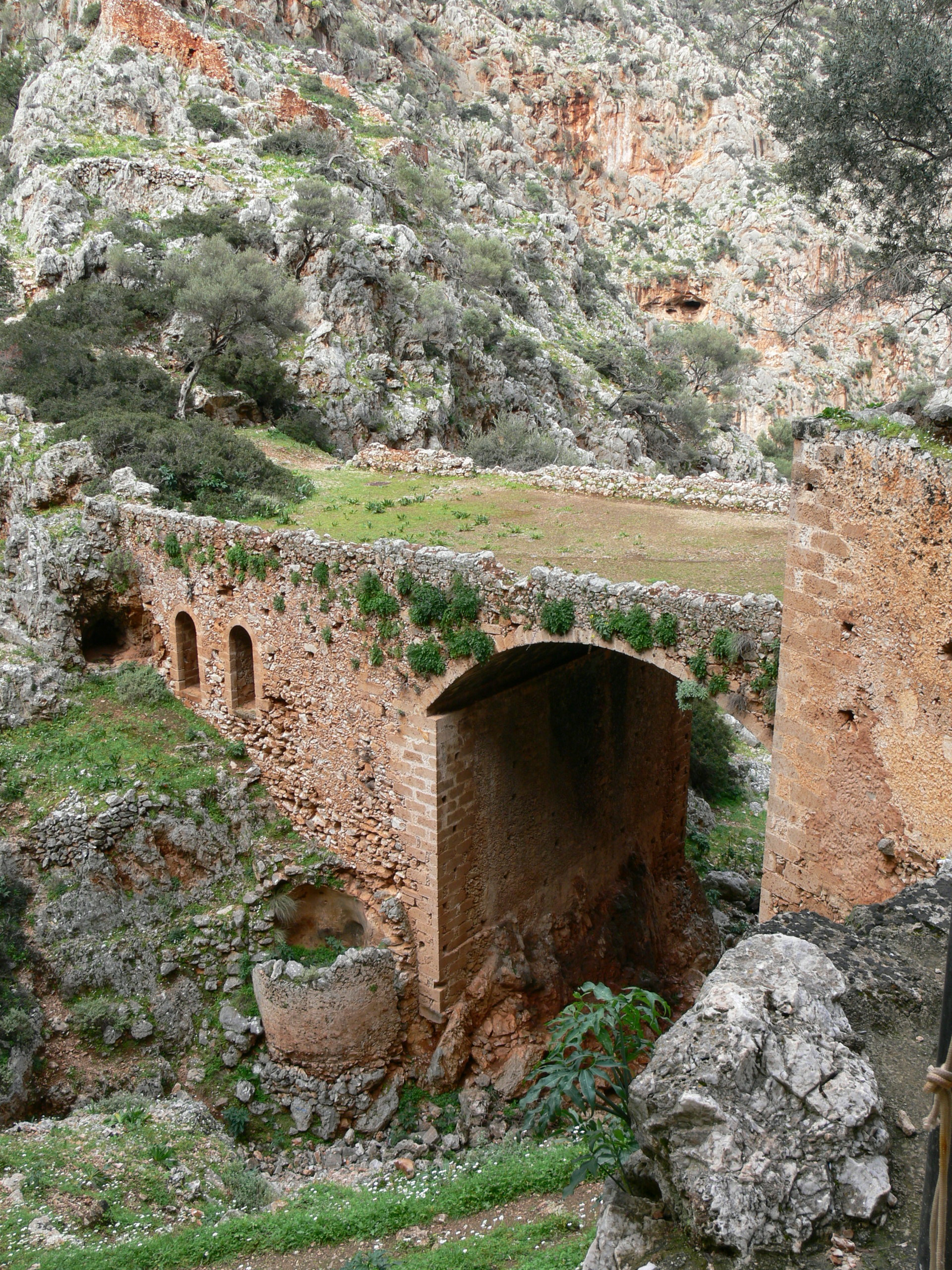
Bogenbrücke

Das Katholiko-Kloster (griechisch Μονή Καθολικού) war ein orthodoxes Kloster auf der griechischen Insel Kreta. Es wurde im 16. Jahrhundert erbaut, jedoch aufgrund von Piratenangriffen noch im selben Jahrhundert wieder aufgegeben, seither ist es unbewohnt. Ein österreichisches Magazin verglich die in einer wildromantischen Schlucht platzierte und erstaunlich gut erhaltene Anlage mit einem Bild aus dem Fantasy-Klassiker Der Herr der Ringe. Der Klosterbezirk ist ausschließlich im Rahmen einer Kurzwanderung erreichbar.

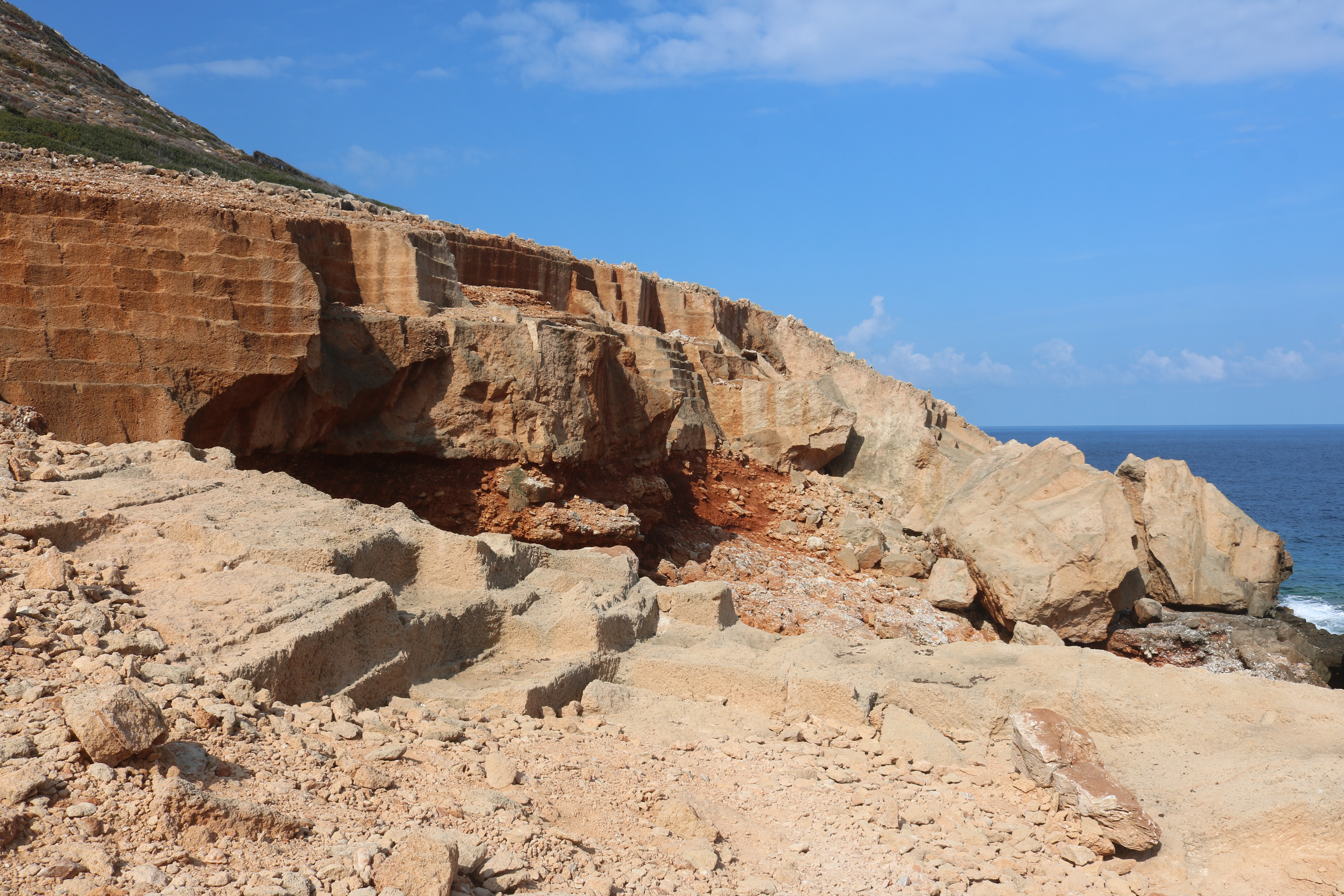
Steinbruch in der Avlaki-Bucht

## Lage
Das Kloster Katholiko liegt im Regionalbezirk Chania ca. 21 Kilometer nordöstlich der Stadt Chania im Gemeindebezirk Akrotiri auf einer Höhe von 75 Meter über dem Meeresspiegel. Es befindet sich in abgeschiedener Lage am Nordrand der Halbinsel Akrotiri. Westlich vom Flughafen Chania führt eine schmale Landstraße in Richtung Kloster Agia Triada und weiter bis zum Kloster Gouverneto (Μονή Γουβερνέτου). Von dort wird auf einem Wanderweg nach Katholiko abgestiegen.

## Geschichte
Die Geschichte des Klosters reicht bis in das 11. Jahrhundert zurück, als der heilige Johannes von Gouverneto (auch Johannes der Fremde) direkt neben dem später errichteten Kloster in einer Höhle lebte. Nach seinem Tod, er soll irrtümlicherweise von einem Jäger verletzt und als Folge davon gestorben sein, errichteten Asketen zunächst eine kleine Einsiedelei. Die heutigen Gebäude wurden im frühen 17. Jahrhundert unter der Herrschaft der Venezianer erbaut. Wegen wiederholter Piratenangriffe wurde das Kloster noch im selben Jahrhundert verlassen.

## Zugang und Beschreibung

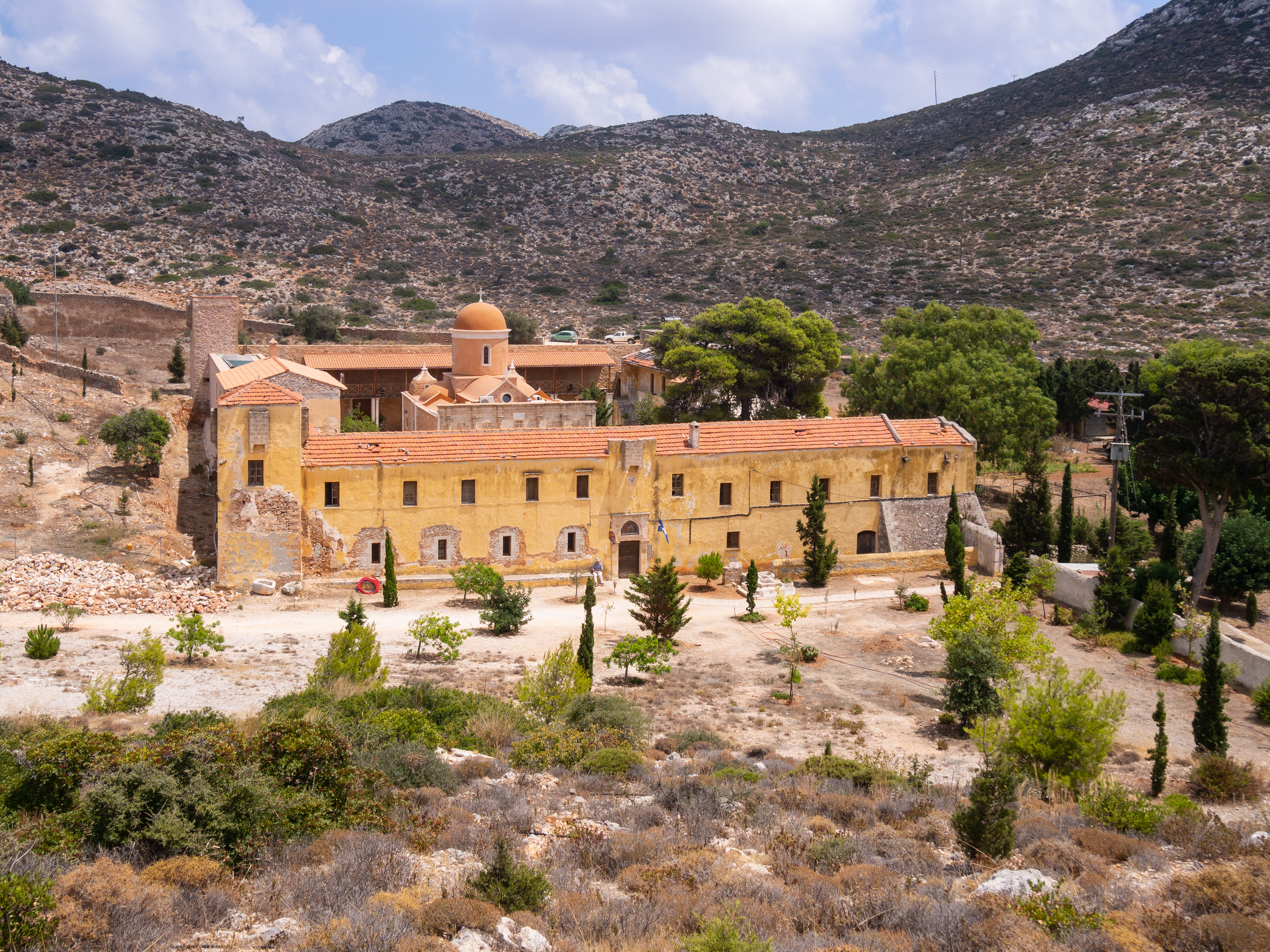
Kloster Gouverneto

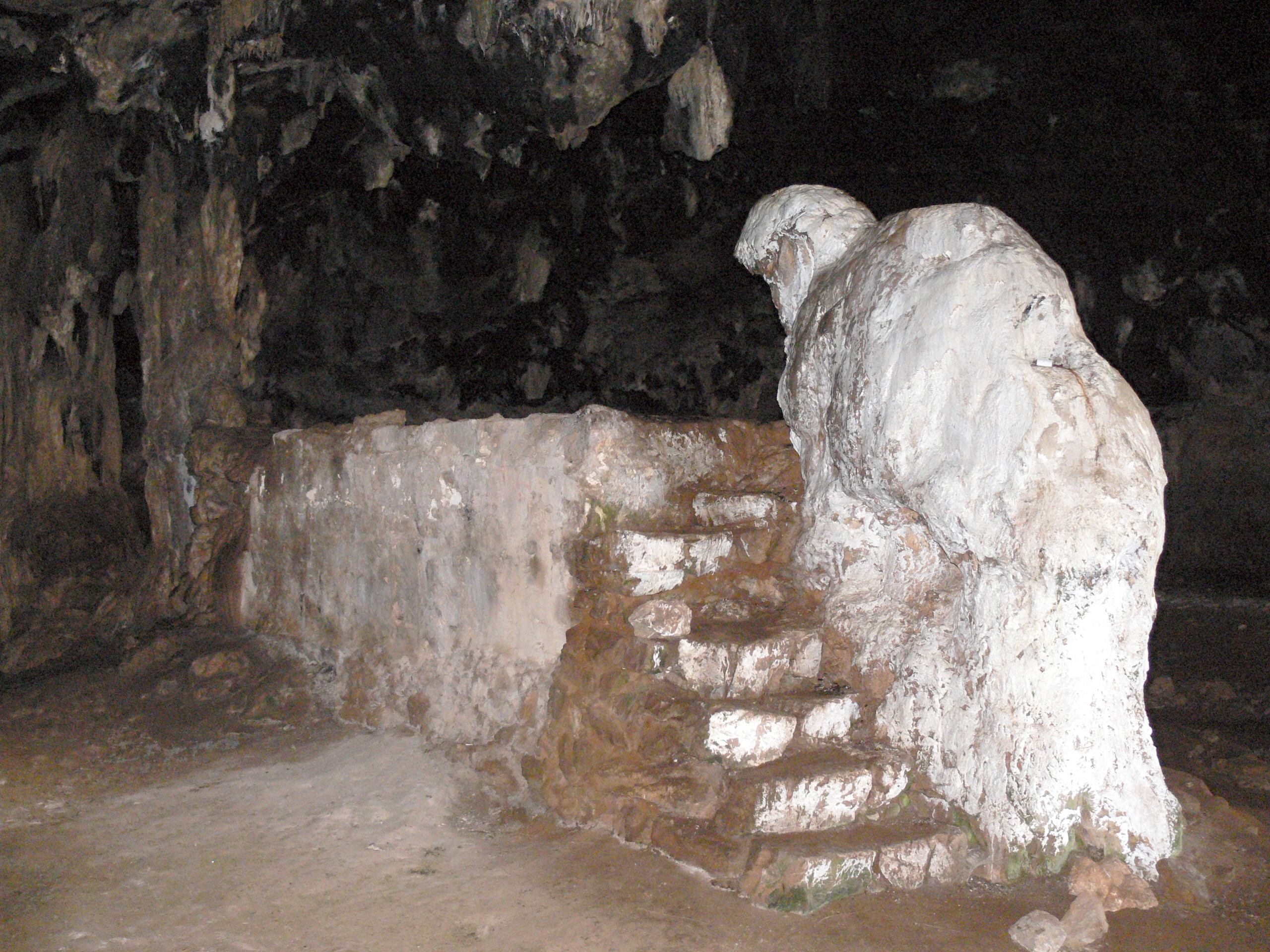
Stalagmit in Arkoudiotissa

Vom Kloster Gouverneto führt ein teils gestufter und fast durchgängig gepflasterter Wanderweg in einer guten halben Stunde nach Katholiko hinab, für dessen Begehung wird ein Eintrittsgeld verlangt. Auf halbem Weg zum Kloster Katholiko liegt Arkoudiotissa (auch Arkoudospilios, übersetzt: Bärenhöhle). Der Name wird auf einen inmitten der Höhle stehenden an die vier Meter hohen Stalagmiten zurückgeführt, der entfernt an die Gestalt eines aufrecht stehenden Bären erinnert. Archäologischen Ausgrabungen zufolge war die Höhle in der minoischen Kultur (ca. 2600 bis 1450 v. Chr.) ein Zentrum kultischer Verehrung. Aus der römischen Zeit fanden sich kleine Terrakottaplättchen mit Bildnissen der Jagdgöttin Artemis und Apollon. Die Funde werden im Archäologischen Museum Chania ausgestellt. Am Höhleneingang befindet sich eine der Panagia Arkoudiotissa (Muttergottes von der Bärenhöhle) geweihte Kapelle aus dem 16. Jahrhundert.
Der ausgebaute Pflasterweg endet an der mit Stilelementen der Renaissance erbauten Klosterkirche. Ihre Fassade duckt sich unter eine Felswand, hinter der sich ein höhlenartiger Saal öffnet. Auffällig ist vor der Kirche eine ca. 20 Meter lange und gut acht Meter breite monumentale Bogenbrücke, mit der die Avlaki-Schlucht überbrückt wird. Sie wurde um 1600 von dem zum orthodoxen Christentum konvertierten venezianischen Mönch Jeremiah Tzagarolos aus behauenem Sandstein und Naturstein errichtet und blieb wie auch die anderen Klostergebäude erstaunlich gut erhalten.
Unmittelbar neben der Klosterkirche befindet sich die Höhle des heiligen Johannes von Gouverneto. Es handelt sich um einen mehr als 100 Meter langen Stollen, der mit einer Taschen- oder Stirnlampe ausgerüstet bis zu einer auf einem Altar platzierten Ikone erkundet werden kann.

## Avlaki-Schlucht
Trittsichere Wanderer können von Katholiko aus durch die Avlaki-Schlucht in einer weiteren halben Stunde zur Avlaki-Bucht am Ägäischen Meer absteigen. In der wie ein Fjord eingeschnittenen felsigen Bucht wurde in einem Steinbruch das Baumaterial für die Klostermauern von Gouverneto abgebaut. In der auch Piratenbucht genannten schmalen Bucht gingen im 16. Jahrhundert Piraten an Land, was wegen der ständigen Gefahr schließlich zur Aufgabe des Katholiko-Klosters führte.
Wie Katholiko liegt auch das Gebiet von Avlaki auf dem Grundbesitz des Klosters Gouverneto. Von Seiten der orthodoxen Mönche ist Sonnenbaden oder Schwimmen in der Bucht nicht erwünscht.